# Harold St George Gray
Harold St George Gray (15 janvier 1872 - 28 février 1963) est un archéologue britannique. Il participe au Pitt Rivers Museum d'Oxford et est ensuite bibliothécaire-conservateur du Museum du Somerset Archaeological and Natural History Society.

## Biographie
Gray est né en 1872 à Lichfield. En 1888, il commence à travailler pour l'archéologue Augustus Pitt Rivers et se forme aux techniques archéologiques avant de devenir son secrétaire. En 1899, il devient l'assistant d'Henry Balfour au Pitt Rivers Museum avant de partir pour devenir conservateur au musée de Taunton, qui devient plus tard le Museum of Somerset, où il reste jusqu'en 1949 et rédige fréquemment des articles pour leur journal,. Pendant ce temps, il est impliqué dans le licenciement de Frederick Bligh Bond en tant qu'archéologue à l'Abbaye de Glastonbury lorsqu'il affirme qu'une grande partie de son travail a été aidé par les «esprits des moines de Glastonbury».
Après avoir quitté Pitt-Rivers, il dirige les fouilles à Arbor Low en 1901 et 1902 et travaille ensuite sur les anneaux de Bodmin Moor.
En 1904, il est impliqué avec Arthur Bulleid dans les fouilles de Glastonbury Lake Village et plus tard à Meare Lake Village. L'une des contributions de Gray à l'archéologie est le traitement des fouilles entreprises et les registres détaillés conservés à la suite de l'enseignement de son mentor Pitt-Rivers. Il développe également des techniques de fabrication de modèles tridimensionnels des sites.
De 1908 à 1913, il est responsable des fouilles à Maumbury Rings et de 1908 à 1923 à Avebury,. Sa découverte de plus de quarante pioches en bois au fond ou près du fond du fossé de henge à Avebury prouve qu'il a été creusé dans de la craie solide à une profondeur de 11 m (36,0892389 pi) en utilisant des bois de cerf rouge comme pioches,. En 1922, il fouille Cadbury Camp et de 1926 à 1929, il est à Windmill Hill, Avebury avec Alexander Keiller.
En 1943, il achète la maison du trésorier à Martock pour la conserver. Sa femme la lègue au National Trust en 1970 . Gray est président de la Somerset Archaeological and Natural History Society de 1951 à 1952 et est décédé en 1963.